# Psoralea scaposa
Psoralea scaposa là một loài thực vật có hoa trong họ Đậu. Loài này được (A.Gray) J.F.Macbr. miêu tả khoa học đầu tiên.